# Boang Island
Boang Island ist eine Insel, die zu den Tanga-Inseln im Bismarck-Archipel gehört und Teil der New Ireland Province von Papua-Neuguinea ist.

## Geographie
Die Insel liegt im Pazifik 70 km nordöstlich von Neuirland. Sie ist die nördlichste der Tanga-Inseln. Malendok, die größte Insel der Tanga-Gruppe liegt etwa 8 km südlich. Boang Island gilt als Hauptinsel der Gruppe, da sie die bevölkerungsreichste ist und damit als sozioökonomisches Zentrum der Inseln gilt. Die halbmondförmige Insel ist etwa 10 km lang und 6 km breit. Das Gebiet zeichnet sich durch einen allgemein etwa 60 m hohen andesitischen Schelf aus, der sich allmählich von der Südküste erhebt und an der Nordküste in einer Steilküste endet. Der höchste Punkt der Insel ist 146 Meter hoch. Bedeckt von tropischen Wäldern ist das Klima tropisch feucht. Das Hauptzentrum ist Amfar, wo es auch einen kleinen Flughafen (IATA-Code: BOV) gibt – den einzigen auf den Tanga-Inseln.

## Geschichte
Die Inselgruppe wurde im April 1643 von Abel Tasman entdeckt. Sie wurden auch Anthony-Caens-Inseln, Caens-Inseln oder D'Oraisongruppe genannt. Von 1885 bis 1899 gehörten die Tanga-Inseln zum sogenannten „Deutschen Schutzgebiet“ und von 1899 bis 1914 zur Kolonie Deutsch-Neu-Guinea. 1914 wurden die Inseln von australischen Truppen erobert und nach dem Ersten Weltkrieg als Mandat des Völkerbundes von Australien verwaltet. Seit 1975 sind sie Teil des unabhängigen Staates Papua-Neuguinea.

## Tierwelt
Die Boang-Schleiereule (Tyto crassirostris), eine Art aus der Gattung der Schleiereulen, ist auf Boang Island endemisch und kommt vermutlich nur dort vor.